# Giuliano Montaldo
Giuliano Montaldo (Génova, 22 de febrero de 1930-Roma, 6 de septiembre de 2023) fue un director de cine, guionista y actor italiano.

## Biografía
Durante la Segunda Guerra Mundial, con sólo 14 años fue capturado por los nazi-fascistas; tras conseguir escapar, participó en la Resistencia italiana como partisano de los Gruppi di Azione Patriottica (GAP).
Inició su carrera cinematográfica en los años 50 como actor. Participó en las películas de Carlo Lizzani Achtung! Banditi! (1951) y Cronache di poveri amanti (1954) y en el primer largometraje de Valerio Zurlini Le ragazze di San Frediano (1955). 
En 1961 se pasó a la dirección con la película Tiro al piccione, un film sobre la Resistencia italiana con el que participó en el Festival de Venecia de 1961. En 1965 estrenó la película Una bella grinta, escrita y dirigida por él, en la que critica la especulación económica en Italia y con la que participó en el Festival de Berlín. Montaldo sentía gran interés por la Historia y por los asuntos políticos y sociales, y esto se reflejó en una suerte de trilogía en la que reflexiona sobre el poder: es la compuesta por las películas Gott mit uns (Dio è con noi) (1969), Sacco e Vanzetti (1971) y Giordano Bruno (1973). En Giordano Bruno narra los últimos años de la vida del filósofo homónimo, desde su captura en Venecia hasta su muerte en la hoguera en 1600, quemado en el Campo de' Fiori de Roma tras ser juzgado por la Inquisición, que consideró heréticas sus ideas acerca de la distinción entre las verdades de la fe y de la ciencia. El papel principal estuvo a cargo de Gian Maria Volonté y participaron otros importantes actores como Charlotte Rampling (en el papel de Fosca), Renato Scarpa (Fra' Tragagliolo) o Mathieu Carrière (Orsini). Destaca la cuidada recreación de la ciudad de Venecia, cuyas imágenes se inspiraron en las de los grandes pintores del siglo XVI. La fotografía de la película corrió a cargo de Vittorio Storaro y la música fue compuesta por Ennio Morricone.
En 1969 estrenó Gli intoccabili. Se trata de una película de gánsteres protagonizada por John Cassavetes y Britt Ekland. El propio Montaldo adaptó la novela de Ovid Demaris sobre un plan de robo a un casino de Las Vegas. Esta película partició en el 22º Festival de Cannes.
En 1979 estrenó Il giocattolo, con guion del director sobre una historia de Sergio Donati que fue producida por Sergio Leone. Nino Manfredi encarnó a un hombre pusilánime cuya vida está constreñida por la apabullante personalidad de su jefe (Arnoldo Foà) y la eterna enfermedad de su mujer (Marlène Jobert). Su vida cambiará cuando conoce al policía interpretado por Vittorio Mezzogiorno. Se trata de una visión desesperanzada del mundo, dividido entre criminales ricos y criminales pobres, en donde la honradez parece imposible.
Adaptó la novela de Giorgio Bassani en la película homónima, Gli occhiali d'oro (1987), para la que contó con un importante reparto internacional encabezado por Philippe Noiret y Rupert Everett. Junto a ellos, intervinieron otras figuras del cine italiano como Valeria Golino, Stefania Sandrelli y Roberto Herlitzka. La banda sonora es de Ennio Morricone, quien ganó gracias a esta película un Premio David de Donatello (1988). La película se ambienta en los tiempos de la Italia fascista y refleja el clima de represión política, racial y sexual (el protagonista, el doctor Fadigati -Philippe Noiret- es homosexual).
I demoni di San Pietroburgo (2007) está inspirada en la vida del escritor ruso Fiódor Dostoyevski, en concreto en los momentos en los que estaba escribiendo su novela El jugador. Está protagonizada, entre otros, por Miki Manojlovic (Dostoyevski), Carolina Crescentini (Anna), Roberto Herlitzka (Pavlovic) y Sandra Ceccarelli (Natalia Ivanovna).

## Otros medios
Dirigió la miniserie televisiva Marco Polo (1982) coproducida por France 2 y la RAI. Trata sobre la vida del famoso comerciante veneciano Marco Polo (interpretado por Ken Marshall) y contó con un importante reparto lleno de estrellas del cine, como Denholm Elliott, Anne Bancroft, John Gielgud, Leonard Nimoy, F. Murray Abraham o Burt Lancaster. La banda sonora fue compuesta por Ennio Morricone.
También ha dirigido la escenografía de varias óperas, entre otras Il trovatore (1990) y La bohème (1992).

## Docencia y otros trabajos profesionales
Fue profesor en el curso 2005-06 de la asignatura Disciplinas del Espectáculo en la Facultad de Ciencias de la Comunicación de la Universidad de La Sapienza de Roma.
De 2000 a 2003 presidió Rai Cinema, productora cinematográfica de la RAI.

## Premios
- 2008: Premio Bianchi del Festival de Venecia.
- 2007: Premio David di Donatello de la Academia de Cine Italiana en reconocimiento a toda su carrera.

## Compromiso político
Fue uno de los 756 firmantes del manifiesto publicado en 1971 en el semanario L'Espresso contra el comisario Luigi Calabresi, al que se le acusaba de torturador y de ser responsable de la muerte del anarquista Giuseppe Pinelli, quien falleció al caer desde una ventana de la comisaría de Milán cuando era interrogado por la policía.

## Filmografía
La versión en español de los títulos procede de la página de Filmaffinity.
- Tiro al piccione (1961)
- Nudi per vivere (1964, documental firmado junto a Elio Petri y Giulio Questi)
- «Extraconiugale» (1964, episodio de La moglie svedese)
- Una bella grinta (1965)
- Ad ogni costo (1967, Diamantes a gogó)
- Gott mit uns/Dio è con noi (1969)
- Gli intoccabili (1969, Los intocables)
- Sacco e Vanzetti (1971, Sacco y Vanzetti)
- Giordano Bruno (1973)
- L'Agnese va a morire (1976)
- Circuito chiuso (1978, película para la televisión)
- Il giocattolo (1979)
- Arlecchino (1982, cortometraje)
- Marco Polo (1982, serie de televisión)
- L'addio a Enrico Berlinguer (1984, cortometraje documental firmado junto a otros 39 directores, trata sobre el dirigente político Enrico Berlinguer)
- Il giorno prima (1987)
- Gli occhiali d'oro (1987, El hombre de los lentes de oro)
- Tempo di uccidere (1991)
- Ci sarà una volta (1992, documental)
- Le stagioni dell'aquila (1997, documental)
- I Demoni di San Pietroburgo (2008)